# Frombork
Pour la gmina, voir Frombork (gmina). Pour la ville lituanienne, voir Saldus.
Frombork (anciennement en allemand : Frauenburg ; anciennes francisations parfois rencontrées : Frauembourg, ou Frauenbourg,,), est une ville du nord de la Pologne, sur les bords de la lagune de la Vistule, dans la voïvodie de Varmie-Mazurie, dans le comté de Braniewo.
La ville et sa cathédrale vieille de 700 ans ont été gravement endommagées pendant la Seconde Guerre mondiale. Méticuleusement reconstruite à l'identique après la guerre, Frombork est redevenue un site touristique important.
Cette cité littorale de la mer Baltique a été le lieu de résidence de Nicolas Copernic, ainsi que son lieu de sépulture. La cathédrale recelait en effet de nombreux ossements, dont le crâne de l'humaniste.

## Histoire
On n'a pas à ce jour de confirmation de l'hypothèse selon laquelle l'actuelle Frombork aurait repris l'emplacement d'un village prussien au bord de la lagune de la Vistule. Le château de Frauenburg est évoqué pour la première fois en tant que nouveau siège du chapitre cathédral de Varmie en 1282, à la suite de la destruction du chapitre de Braunsberg lors des soulèvements prussiens des années 1270. D’après un almanach des chanoines de Frauenburg de l'année 1393 on y commémorait la mémoire d'un certain frère Heinricus de Castro alias Pasloci (du vieux-prussien passis lukis, « Quartier du seigneur », devenu Pasłęk en polonais) et de sa femme Gertrude Paslocisse.
Les sources mentionnent le castrum Dominæ Nostræ (« château Notre-Dame »), consacré à la Vierge Marie, d’où le toponyme allemand de Frauenburg et sa transcription phonétique polonaise Frombork. Mais dans de nombreux textes en latin, la citadelle apparaît sous le nom de Warmia (« Varmie »), qui est aussi celui de l’évêché d’Ermeland, dont la cathédrale se trouve dans l'enceinte du château. Un bourg se forme au pied de la forteresse, et reçoit en 1310 de l'évêque Eberhard von Neisse des privilèges inspirés du Code de Lübeck. En comparaison avec la puissante ville hanséatique voisine de Braunsberg, Frauenbourg reste insignifiante économiquement et n'émergera jamais réellement de l'ombre de la citadelle des évêques de Varmie.
Au traité de Thorn, Frauenbourg, comme la totalité de l'évêché de Varmie, passe sous la tutelle du Royaume de Pologne. Lors de la guerre qu'Albert de Brandebourg-Hohenzollern, en tant que dernier grand-maître de l'Ordre Teutonique, mène contre la Pologne, les chevaliers allemands prennent la ville et la mettent à sac en 1520. Nicolas Copernic, qui est alors chanoine de Varmie, a dû faire retraite vers Allenstein, et se consacre par la suite à la défense et à la reconstruction de l'évêché.
Jusqu'en 1945, Frauenbourg fait partie de l'arrondissement de Braunsberg dans le district de Königsberg de la province de Prusse-Orientale.
Le 9 février 1945, Frauenbourg est bombardée par l’Armée rouge et détruite à 80 %, avant d'être annexée par la Pologne sous le nom de Frombork. Dépeuplée, cette vieille ville de Prusse-Orientale perd le statut de commune, qu'elle ne retrouvera qu'en 1959. Mais sa reconstruction ne reprend vraiment qu'à partir de 1966, grâce à l'action de jeunes pionniers polonais.
Pour commémorer l'exode des civils et leur calvaire face à l'avance des troupes soviétiques en 1945, les autorités polonaises édifient en 2001 un monument au bord de la lagune de la Vistule. L'archevêque de Varmie, le Dr Edmund Piszcz (de), bénit la plaque commémorative rédigée en polonais et en allemand.

## Monuments

### La cathédrale
La cathédrale de l'Assomption et de Saint-André date du XIVe siècle et d'après les indications d'un plan fut érigée entre 1329 et 1388. Cette église-halle de 99 m de longueur a conservé jusqu'à nos jours son état d'origine et ses caractéristiques architectoniques.

### La citadelle
Il y avait jusqu’au XVe siècle autour de la cathédrale une enceinte fortifiée à trois tours, plusieurs tours et fortins intérieurs ainsi que les maisons des chanoines et la résidence de l’évêque. Mais l’édifice le plus important de la citadelle est le campanile qui ne fut achevé qu’au XVIIe siècle sous le règne de l’évêque Radziejowski, et qu’on appelle pour cette raison la tour Radziejowski.
Le Castrum Dominæ Nostræ demeura le siège du chapitre cathédral et de l’évêché de Varmie jusqu'à leur transfert à Allenstein lors du rattachement à la Pologne en 1945.
La cathédrale est aujourd'hui propriété de l'Église catholique, mais la citadelle appartient à l'État polonais, qui y a installé le musée Nicolas-Copernic. Les salles du musée occupent principalement l'ancien palais épiscopal, mais aussi la tour Copernic et le campanile (la tour Radziejowski). Ce dernier est équipé d'un petit planétarium en sous-sol, avec un pendule de Foucault.

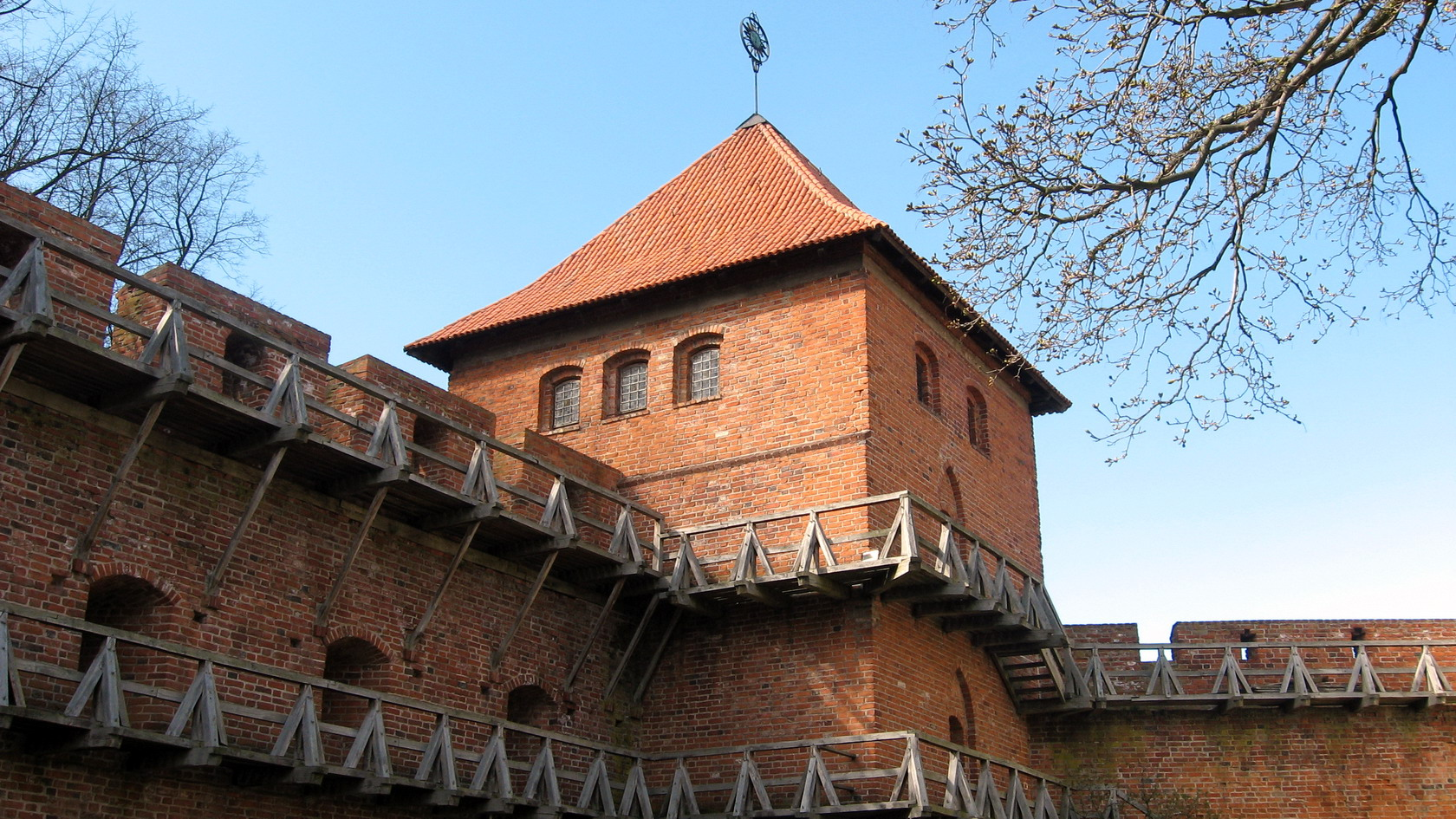
La tour Copernic

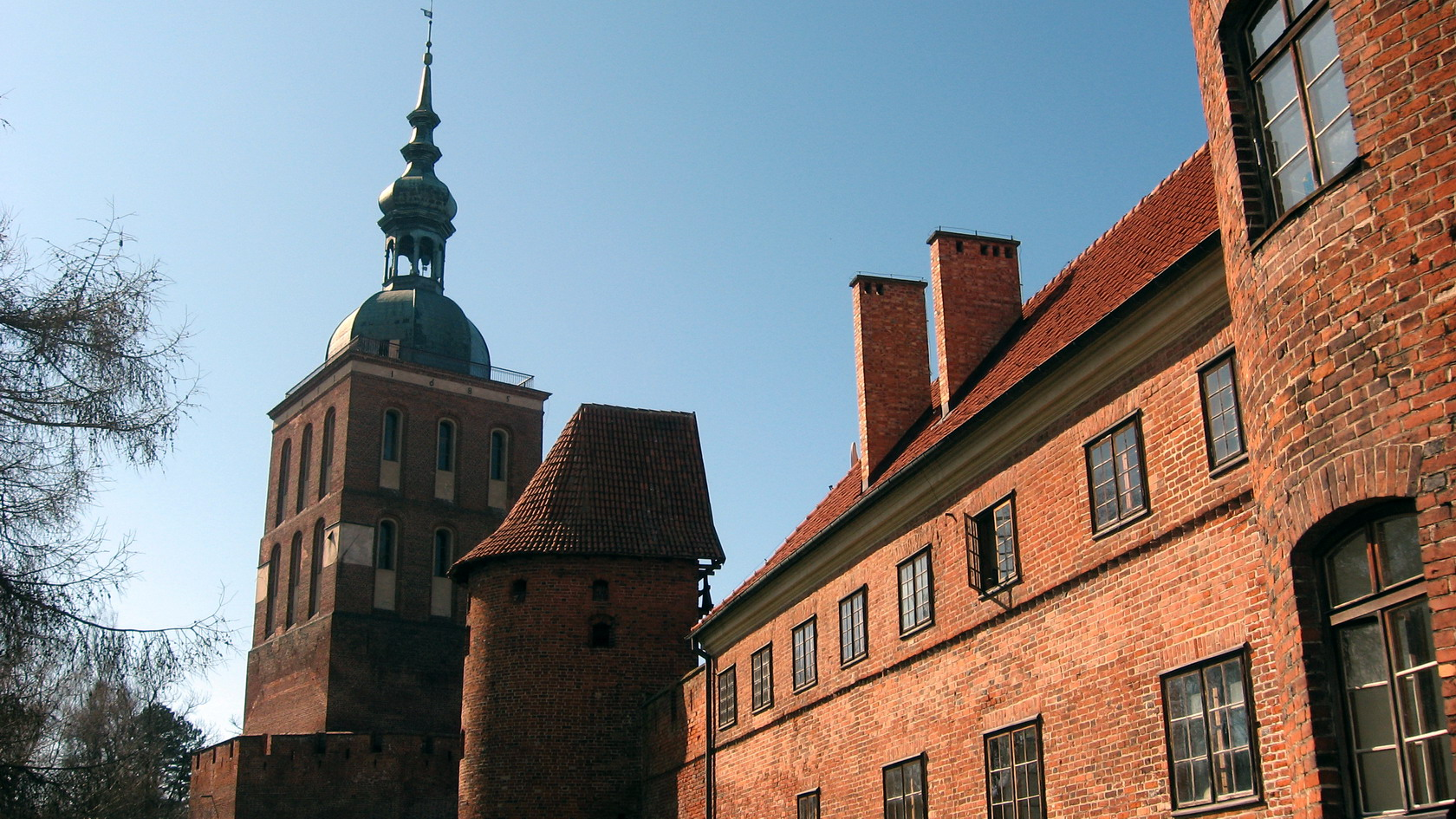
Le clocher - qui abrite aujourd’hui un pendule de Foucault.

### L’hôpital du Saint-Esprit et l'église paroissiale
Au nord de la citadelle se trouvent des hospices de style Renaissance : édifiés au XVIIe siècle, ils abritent aujourd'hui le Département d'Histoire de la Médecine du musée Nicolas-Copernic. La chapelle Sainte-Anne possède plusieurs tableaux gothiques en bon état, avec dans l’abside une scène monumentale du Jour du jugement.
L’église paroissiale Saint-Nicolas, une halle rectangulaire sans tour à trois nefs du XIVe siècle, de même plan que la cathédrale et visiblement construite pour loger les ouvriers qui construisaient la cathédrale, fut utilisée comme chaufferie municipale pendant des années et a subi d'irréparables dommages ; à la fin de la deuxième guerre mondiale, ce n'était plus qu'un ensemble de pans de murs noircis. Elle a été restituée en 2005 à l’Église catholique et reste en attente d'une reconstruction.

### Le canal de Copernic
Créé avant 1427, un canal, de 5 m de large et presque 5 km de longueur, servait d'alimentation au moulin et amenait de l'eau douce aux habitants de la ville. En 1571, une installation est construite pour relever l'eau jusque sur la colline de la cathédrale. La dénomination l'attribuant à Copernic n'est pas officielle.

## Personnalités
- Nicolas Copernic, astronome et chanoine de Frauenburg.

## Jumelages
| Ville | Ville      | Pays | Pays     |
| ----- | ---------- | ---- | -------- |
|       | Kazlų Rūda |      | Lituanie |